# 디앤서니 멜튼

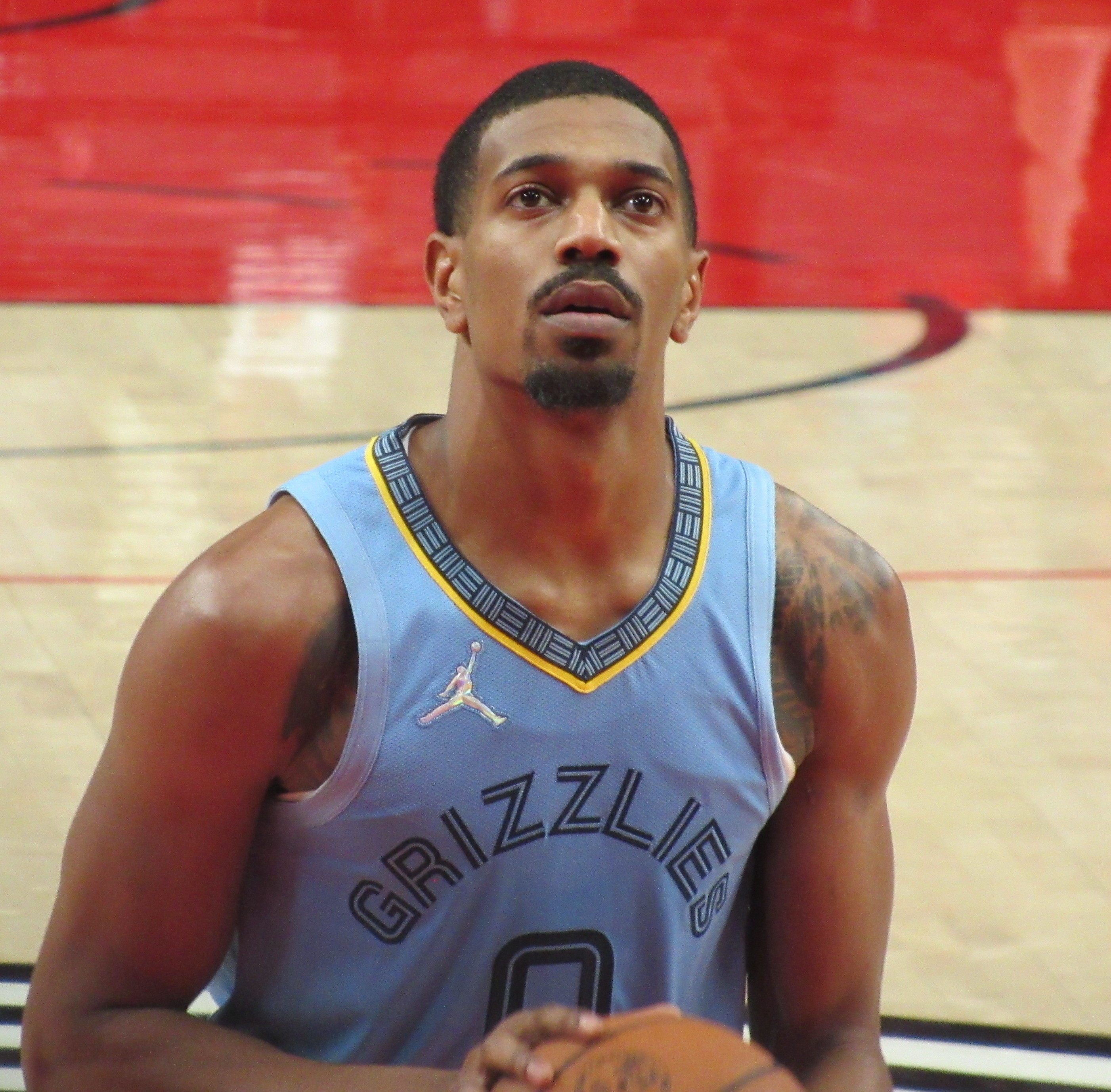

디앤서니 멜튼(De'Anthony Melton, 1998년 5월 28일 ~ )은 "Mr. Do Something"이라는 별명을 갖고 있으며 NBA(전미 농구 협회)의 브루클린 넷츠 소속 미국 프로 농구 선수이다. Pac-12 컨퍼런스의 USC 트로잔스에서 대학 농구를 했지만 2017-18 NCAA 디비전 I 남자 농구 부패 스캔들과 관련된 사건으로 인해 2017-18 시즌에는 뛰지 못했다.
멜튼은 2018년 NBA 드래프트 2라운드에서 휴스턴 로케츠에 46순위로 지명됐으나 루키 시즌이 시작되기 전에 피닉스 선즈로 트레이드됐다. 피닉스에서 한 시즌을 보낸 후 2019년 7월 멤피스 그리즐리스로 트레이드되었다. 멜튼은 2022년 오프시즌 동안 필라델피아 세븐티식서스로 트레이드되기 전 멤피스에서 세 시즌을 보냈다.

## 프로 경력
- 피닉스 선즈(2018~2019)
- 멤피스 그리즐리스 (2019-2022)
- 필라델피아 세븐티식서스(2022~2024)
- 골든스테이트 워리어스(2024~현재)